# Donji Zovik (ort i Bosnien och Hercegovina, Federationen Bosnien och Hercegovina)
Donji Zovik är en ort i Bosnien och Hercegovina.   Den ligger i entiteten Federationen Bosnien och Hercegovina, i den centrala delen av landet, 15 km väster om huvudstaden Sarajevo. Donji Zovik ligger 599 meter över havet och antalet invånare är 160.
Terrängen runt Donji Zovik är kuperad norrut, men söderut är den bergig. Runt Donji Zovik är det ganska tätbefolkat, med 93 invånare per kvadratkilometer.. Närmaste större samhälle är Sarajevo, 15,4 km öster om Donji Zovik. 
I omgivningarna runt Donji Zovik växer i huvudsak blandskog.